# فرودگاه ماراتون فلوریدا کیز
فرودگاه ماراتون فلوریدا کیز  (به انگلیسی: Florida Keys Marathon Airport) یک فرودگاه است که در شهر ماراتون از شهرستان مونرو، در میانهٔ مجمع‌الجزایر فلوریدا کیز در ایالت فلوریدا و در کشور ایالات متحده آمریکا قرار دارد. 
این فرودگاه ۷۷ هکتار زمین را در برمیگیرد و یک باند فرودگاه دارد.